# Реметя-Маре
Реметя-Маре (рум. Remetea Mare) — село у повіті Тіміш в Румунії. Входить до складу комуни Реметя-Маре.
Село розташоване на відстані 399 км на північний захід від Бухареста, 11 км на схід від Тімішоари.

## Населення
За даними перепису населення 2002 року у селі проживали 1286 осіб.
Національний склад населення села:
| Національність | Кількість осіб | Відсоток |
| -------------- | -------------- | -------- |
| румуни         | 1223           | 95,1%    |
| угорці         | 48             | 3,7%     |
| українці       | 7              | 0,5%     |

Рідною мовою назвали:
| Мова       | Кількість осіб | Відсоток |
| ---------- | -------------- | -------- |
| румунська  | 1240           | 96,4%    |
| угорська   | 39             | 3,0%     |
| італійська | 5              | 0,4%     |